# خوسيه كارلوس موريرا
خوسيه كارلوس موريرا (بالبرتغالية: José Carlos Moreira‏) هو عداء سريع برازيلي، ولد في 28 سبتمبر 1983 في كودو في البرازيل.

## وصلات خارجية
- خوسيه كارلوس موريرا على موقع الاتحاد الدولي لألعاب القوى (الإنجليزية)
- خوسيه كارلوس موريرا على موقع أوليمبيديا (الإنجليزية)
- خوسيه كارلوس موريرا على موقع اللجنة الأولمبية البرازيلية (البرتغالية)